# 第三届全国人民代表大会各专门委员会
第三届全国人民代表大会各专门委员会是中华人民共和国第三届全国人民代表大会设立的专门委员会，任期由1964年12月至1975年1月。
1954年9月20日第一届全国人民代表大会第一次会议通过的《中华人民共和国宪法》第三十四条规定：“全国人民代表大会设立民族委员会、法案委员会、预算委员会、代表资格审查委员会和其他需要设立和委员会。”“民族委员会和法案委员会，在全国人民代表大会闭会期间，受全国人民代表大会常务委员会的领导。”1954年9月20日第一届全国人民代表大会第一次会议通过的《中华人民共和国全国人民代表大会组织法》第二十五条规定：“各委员会都由主任委员一人、副主任委员若干人和委员若干人组成。”“主任委员和委员的人选，由全国人民代表大会会议主席团在代表中提名，由全国人民代表大会会议通过；副主任委员由委员互推。”第三届全国人民代表大会设立4个专门委员会：民族委员会、法案委员会、预算委员会、代表资格审查委员会。
1964年12月20日第三届全国人民代表大会第一次会议预备会议通过代表资格审查委员会、预算委员会的主任委员和委员人选。
1965年1月4日第三届全国人民代表大会第一次会议通过民族委员会、法案委员会的主任委员和委员人选。

## 民族委员会
1965年1月4日第三届全国人民代表大会第一次会议通过主任委员和委员人选。

1965年1月5日第三届全国人民代表大会民族委员会第一次会议互推副主任委员。
- 主任委员：谢扶民（壮族）
- 副主任委员：奎璧（蒙族）、张冲（彝族）、桑吉悦希（藏族）、朱德海（朝鲜族）、马玉槐（回族）、铁木尔·达瓦买提（维族）、石邦智（苗族）
- 委员（按姓名笔划排列）：丁占海（东乡族）、刀京版（傣族）、马玉槐（回族）、马全德（保安族）、马青年（回族）、方国瑜（纳西族）、王其梅（汉族）、王美恭（回族）、王昭、王海民（彝族）、王德安（苗族）、云曙碧（蒙族）、韦茂文（布依族）、尤志贤（赫哲族）、牙合甫大毛拉（维族）、仁钦多吉（藏族）、丹彤（回族）、乌兰巴干（蒙族）、孔志清（独龙族）、巴桑卓玛（藏族）、冯玉兰（回族）、札喜旺徐（藏族）、石邦智（苗族）、龙贤昭（侗族）、卡米里江（塔吉克族）、卢显书（毛难族）、田兴才（仡佬族）、田富达（高山族）、付一之（傈僳族）、司马益·亚生诺夫（维族）、司的克·吾守尔（维族）、司钦（蒙族）、尼科来·瓦西里维奇·孜缅科（俄罗斯族）、召存信（傣族）、安登银（彝族）、刘春、刘格平（回族）、关山复（满族）、协饶顿珠（藏族）、吕剑人、朱德海（朝鲜族）、华尔功臣烈（藏族）、伊尔哈力（哈萨克族）、多杰才旦（藏族）、买买提·乃买提（维族）、苏新（羌族）、李开荣（瑶族）、李世友（京族）、李光华（拉祜族）、李和才（哈尼族）、李润开（白族）、杨文贵（苗族）、杨汉先（苗族）、吴英恺（满族）、吴通明（苗族）、何腊标（崩龙族）、张子斋（白族）、张冲（彝族）、张杰（回族）、陆庆美（水族）、阿克木和加（乌孜别克族）、阿旺嘉措（藏族）、陈经畲（回族）、拉姆什旦（裕固族）、林岳川（黎族）、松布（土族）、果基木古（彝族）、岩香砍（布朗族）、罗运通（壮族）、金信淑（朝鲜族）、和文华（普米族）、和世生（怒族）、周仁山降央伯姆（藏族）、洛桑慈诚（藏族）、赵世同（壮族）、赵乐群（壮族）、胡忠华（佤族）、奎璧（蒙族）、咪格（傣族）、哈完（哈萨克族）、哈的尔（维族）、钟大湖（畲族）、高布泽博（蒙族）、高西布（鄂温克族）、秦振武（侗族）、莫矜（壮族）、夏里夫汉（塔塔尔族）、铁木尔·达瓦买提（维族）、特木尔巴根（蒙族）、桑吉悦希（藏族）、梁华新（壮族）、崔科·顿珠才仁（藏族）、银应熬（仫佬族）、普贵忠（彝族）、谢鹤筹（壮族）、塔衣尔·买买提艾力（柯尔克孜族）、彭祖贵（土家族）、黄荣（壮族）、葛德鸿（鄂伦春族）、韩应选（撒拉族）、覃应机（壮族）、程子健、雷春国（景颇族）、蒙素芬（布依族）、蓝昌法（瑶族）、错姆（门巴族）、熊世祯（苗族）、额尔登扎布（达斡尔族）、翦伯赞（维族）、德吉（藏族）、德林（锡伯族）、穆光荣（阿昌族）[3]

## 法案委员会
1965年1月4日第三届全国人民代表大会第一次会议通过主任委员和委员人选。

1965年1月4日第三届全国人民代表大会法案委员会第一次会议互推副主任委员。
- 主任委员：张苏
- 副主任委员：武新宇、周鲠生、张友渔、赵伯平
- 委员（按姓名笔划排列）：王光伟、王伟、王昆仑、卢汉、史良、刘清扬、刘斐、李书城、杨东莼、吴有训、吴茂荪、吴德峰、何兰阶、何世琨、何遂、张友渔、张志让、张砺生、张稼夫、陈劭先、陈其尤、陈其瑗、邵力子、武新宇、周鲠生、赵伯平、赵鹏飞、蚁美厚、俞寰澄、高崇民、钱昌照、徐子荣、章蕴、康永和、萨空了、梅龚彬、黄火星、韩幽桐、傅钟、雷洁琼[4]

## 预算委员会
1964年12月20日第三届全国人民代表大会第一次会议预备会议通过主任委员和委员人选。

1964年12月29日第三届全国人民代表大会预算委员会第一次会议互推副主任委员。
- 主任委员：谷牧
- 副主任委员：王绍鏊、薛暮桥
- 委员（按姓名笔划排列）：丁西林、王芸生、王绍鏊、王崇伦、邓宝珊、宁武、乐松生、刘靖基、许广平、许崇清、协饶顿珠、华罗庚、李范五、李明灏、杨海波、吴晗、邱及、张天民、陈此生、陈绍宽、茅以升、林默涵、周纯全、周叔弢、周明山、施惠珍、胡子昂、钱正英、康世恩、韩光、潘震亚、薛暮桥[5]

## 代表资格审查委员会
1964年12月20日第三届全国人民代表大会第一次会议预备会议通过主任委员和委员人选。

1964年12月22日第三届全国人民代表大会代表资格审查委员会第一次会议互推副主任委员。
- 主任委员：马明方
- 副主任委员：王维舟、车向忱、朱蕴山、钱瑛
- 委员（按姓名笔划排列）：王维舟、车向忱、田君亮、刘春、庄希泉、朱蕴山、苏谦益、李永、李澄之、杨之华、杨静仁、吴鸿宾、张启龙、罗叔章、周扬、周培源、胡厥文、高克林、莫乃群、钱瑛、徐立清、徐寿轩、曹孟君、曹荻秋、楚图南、路金栋、廖志高、谭余保[6]